# L'Attaque des requins tueurs
Pour plus de détails, voir Fiche technique et Distribution.
L'Attaque des requins tueurs (Shark in Venice) est un film américain réalisé par Danny Lerner, sorti en 2008.

## Synopsis
Le film se déroule à Venise, où David Franks (Stephen Baldwin) et sa petite amie Laura (Vanessa Johansson) rencontrent la police vénitienne pour en savoir plus sur la mystérieuse disparition du père de David. Pendant le trajet en bateau jusqu’à l’endroit où ils pensent que le père de David a peut-être été vu pour la dernière fois, David voit la nageoire dorsale d’un grand requin blanc. Il regarde à nouveau et la nageoire a disparu. David et un autre homme, Rossi, pénètrent dans les canaux vêtus de combinaisons et d’équipements de plongée. Un grand requin s’attaque soudain aux deux hommes. L’Italien est mangé. David est mordu à l’épaule mais parvient à s’échapper dans une grotte.
Dans la grotte, David échappe de justesse à plusieurs contacts rapprochés avec des requins. Il émerge alors dans une grande pièce de la grotte qui recèle de vastes quantités de trésors. David les regarde avec émerveillement, empoche une broche en or et émeraude et retourne vers Laura restée dans le bateau. La scène suivante le montre en convalescence dans un lit d’hôpital avec Laura à ses côtés.
David et Laura sont invités à dîner par l’homme d'affaires Vito Clemenza (Giacomo Gonnella). Clemenza produit la broche que David avait prise dans la salle du trésor et demande à David de retourner dans la grotte. Alors que des touristes sans méfiance sont dévorés, David réfléchit à ce qu’il doit faire. Peu de temps après, Laura est kidnappée par les mafieux de Clemenza. David décide d’essayer de la sauver avec l’aide de la police vénitienne. Finalement, David vainc la mafia, sauve Laura et trouve le trésor, que son père était mort en recherchant. Clemenza est tué par l’un des requins lorsqu’il tombe à l’eau alors qu’il combat David.
Il n’est pas clair si la présence d’au moins un grand requin blanc dans la ville de Venise est la conséquence de l’augmentation progressive de la température du Grand Canal. Plus tard dans le film, Clemenza semble dire à David que c’est lui qui a introduit les requins dans les canaux.

## Distribution
- Stephen Baldwin : David Franks
- Vanessa Johansson : Laura
- Hilda van der Meulen : le lieutenant Sofia Totti
- Giacomo Gonnella : Vito Clemenza
- Ivaylo Geraskov : Rossi
- Atanas Srebrev : le capitaine Fredo Bonasera
- Kaloyan Vondenicharov : l’homme en noir
- Bashar Rahal : le médecin légiste
- Vladimir Kolev : l’assistant
- Michael McCoy : Dean Flathers
- Asen Blatechki : l’opérateur
- Rolando Cadenas : Jennings
- Ivo Kehayov : le flic
- Dejan Angelov : homme de main
- Jamie Smith : statue 1
- Howard Chen : Bison
- Rob Gibson : homme aux coups de soleil 2
- Tom Bergeron : l’homme banane Dan

## Production
Le film a été tourné en Bulgarie. En fait, le réalisateur avait l’intention de nommer le film Shark in Bulgaria. Cependant, il n’aurait pas eu le même impact qu’avec le titre Shark in Venice.

## Versions
Le film est sorti le 14 décembre 2008 aux États-Unis et le 6 août 2009 en DVD en Allemagne sous le titre Der weiße Hai von Venedig. Il a reçu des critiques négatives, détenant un score de 14% sur le site agrégateur de critiques Rotten Tomatoes, basé sur 454 critiques de spectateurs. Un critique en ligne sur le site Bananas About Movies a écrit que c’est « un mauvais film, mal fait. Mais juste assez mauvais pour valoir la peine d’être regardé. Au moins une fois. Alors chassez-le de votre esprit. »